# 432 TCN
Năm 432 TCN là một năm trong lịch Julius. 